# Mbiresaurus
Mbiresaurus ("ještěr z distriktu Mbire") byl rod vývojově velmi primitivního sauropodomorfního dinosaura, formálně popsaného v roce 2022 ze sedimentů geologického souvrství Pebbly Arkose na území afrického státu Zimbabwe. Při geologickém stáří kolem 230 milionů let se jedná o nejstaršího "pravého" dinosaura, objeveného dosud na africkém kontinentu. Ekosystémy sdílel s dalšími archosauromorfy, z dinosaurů pak také s dosud formálně nepopsanými herrerasauridy.

## Objev a popis
Fosilie tohoto dinosaura byly objeveny při paleontologických expedicích v letech 2017 a 2019, holotyp s označením NHMZ 2222 má podobu poměrně kompletní artikulované kostry, dalším objeveným jedincem je ještě mírně větší kosterní exemplář (sbírkové označení NHMZ 2547), nalezený v asociaci s typovým exemplářem. Typový druh Mbiresaurus raathi byl formálně popsán v létě roku 2022. Podobným bazálním sauropodomorfem je například také brazilský rod Buriolestes, který je mbiresaurovi vývojově blízce příbuzný. Stáří vrstev, ve které byly fosilie mbiresaura objeveny, činí asi 232 až 228 milionů let (věk karn, jedná se tedy o počátek svrchního triasu).
Mbiresaurus byl asi 1,8 metru dlouhý a v kyčlích měřil na výšku kolem 50 centimetrů.

## Systematické zařazení
Mbiresaurus byl vývojově primitivní bazální sauropodomorf, příbuzný například rodům Ahvaytum, Eoraptor, Pampadromaeus, Panphagia, Saturnalia, Chromogisaurus nebo Buriolestes. V současnosti je vůbec nejstarším známým africkým dinosaurem.